# Open Game License
Die Open Game License (OGL) gehört zu den Open-Content-Lizenzen, erlaubt also die freie Verwertung der ihr unterstellten Werke. In dieser Hinsicht ähnelt sie der GPL und wurde auch von deren Idee der free software inspiriert.
Sie wurde von Wizards of the Coast (WotC) erstellt, um den Vertrieb von Zusatzbüchern zu ihrem Rollenspiel Dungeons & Dragons zu erleichtern, vor allem um ihr Regelwerk auch in Bereichen präsent zu halten, die für WotC selbst nicht lukrativ genug erscheinen. Nicht zu verwechseln ist die OGL mit der d20 license, die die Benutzung der Marke d20 auf eigenen Werken gestattet.